# أسيتات المنغنيز الثلاثي
أسيتات المنغنيز الثلاثي مركب كيميائي صيغته Mn(CH3COO)3؛ ويوجد في الشروط القياسية على هيئة صلب بني.

## التحضير
يحضر هذا المركب من أكسدة أسيتات المنغنيز الثنائي باستخدام بيرمنغنات البوتاسيوم في وسط من حمض الخليك:
{\displaystyle {\ce {4 Mn(C2H3O2)2 * 4 H2O + KMnO4 + 8 CH3CO2H ->}}}{\displaystyle {\ce {5 Mn(C2H3O2)3 * 2 H2O + CH3CO2K + 10 H2O}}}
أو من تفاعل أنهيدريد الأسيتيك مع نترات المنغنيز الثنائي:
{\displaystyle {\ce {4 Mn(NO3)2 * 6 H2O + 30 (CH3CO)2O ->}}}{\displaystyle {\ce {4 Mn(CH3CO2)3 + 8 NO2 + O2 + 48 CH3CO2H}}}

## الخواص
يوجد المركب في الشروط القياسية على هيئة صلب بني؛ وهو مؤكسد جيد. تتألف البنية من ذرة أكسجين مركزية مرتبطة بثلاث ذرات منغنيز، والتي تصل بينها جسور من الأسيتات.

## الاستخدامات
يستخدم المركب مؤكسداً في تفاعلات الاصطناع العضوي.